# Karl-Bernhardin Kropf

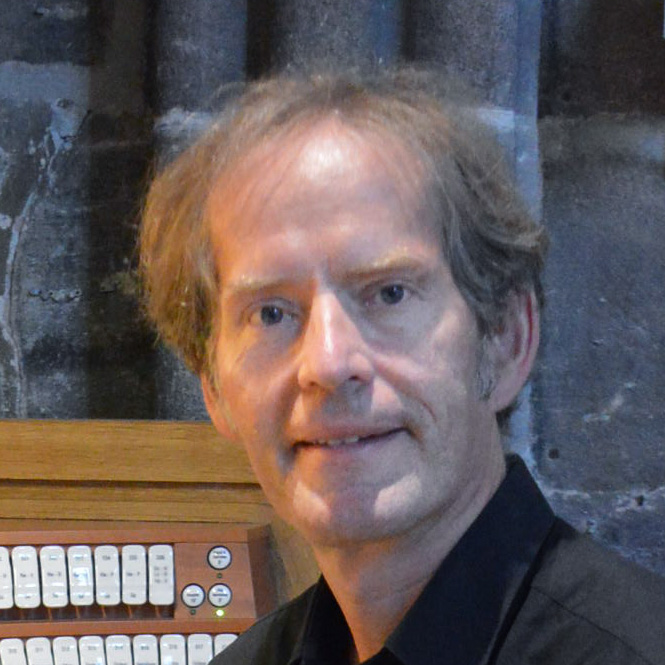
Karl-Bernhardin Kropf

Karl-Bernhardin Kropf (* 1966 in Klagenfurt, Kärnten) ist ein österreichischer Organist, Komponist und Kirchenmusiker.

## Ausbildung und Wirken
Karl-Bernhardin Kropf besuchte das Bundesrealgymnasium Klagenfurt-Viktring, welches er im Jahr 1985 mit der Matura abschloss.
Danach studierte er in den Jahren von 1986 bis 1993 katholische und evangelische Kirchenmusik bei Alfred Mitterhofer, Peter Planyavsky und Erwin Ortner an der Hochschule für Musik und darstellende Kunst in Wien. Er legte die Diplomprüfungen 1990 bis 1992 für Evangelische und Katholische Kirchenmusik jeweils mit den Gesamtnoten „mit ausgezeichnetem Erfolg“ ab (dreistufige Bewertungsskala). Zusätzlich wurde ihm 1992 der akademische Grad eines „Magisters der Künste“ (Magister Artium) verliehen. Zu seinen Studienabschlüssen verlieh ihm der österreichische Bundesminister für Wissenschaft und Forschung 1992 und 1994 jeweils einen Würdigungspreis. Weiterführende Studien führten ihn zu Daniel Roth an die Hochschule für Musik Saar. Die Konzertreifeprüfung für Orgel-Improvisation an der Hochschule für Musik Saar bestand er 1994 mit dem Prädikat „mit Auszeichnung bestanden“ (dreistufige Bewertungsskala).
In den Jahren 1992 bis 1998 war Kropf Kantor in Henstedt-Ulzburg. Nach einer ersten Lehrtätigkeit in den Jahren 1999/2000 an der Johannes Gutenberg-Universität Mainz wechselte er von 2000 bis 2007 als Lehrbeauftragter an die Musikhochschule Lübeck. Parallel dazu war er von 2000 bis 2007 Organist an der Schnitgerorgel in Hamburg-Neuenfelde und von 2005 bis 2006 Universitätsprofessor für Orgel und Orgelimprovisation an der Universität für Musik und darstellende Kunst Graz. Seit Wintersemester 2023/2024 ist er wieder an der Musikhochschule Lübeck als Lehrbeauftragter tätig.
Seit dem Jahr 2007 ist er als Organist und Kantor an der Marienkirche in Rostock tätig.

## Auszeichnungen
- 1992/1994: Würdigungspreis des Bundesministeriums für Wissenschaft und Forschung[1]
- 1996: 1. Preis beim 41. Internationalen Orgelimprovisationswettbewerb Haarlem (NL)[5]
- 1999: 2. Preis beim Wettbewerb Neue Musik für die Kirche Hannover[1]
- 2002: Kulturpreis des Landes Kärnten Förderungspreis

## Werke (Auswahl)

### Geistliche Musik
- Messe – für gemischten Chor und Orgel (1985)[6]
- Agnus Dei – für Kantor und Gemeinde, UA: 25. Juni 1988, Gurk (1988)[6]
- Musik zum Aschermittwoch – für Chor, Orgel und Gemeinde nach Texten von Otto Friedrich (1989)[6]
- Die Nacht ist kommen – Choralbearbeitung für Orgelsolo und Solostimme Sopran (1989)[6]
- Nun danket alle Gott – Liedkantate für gemischten Chor, Gemeinde, Trompete und Orgel (1989)[6]
- Heilig – für gemischten Chor, Gemeinde und Orgel (1990)[6]
- Missa educationis causam – Vokalsextett für zwei Soprane, zwei Tenöre, Alt und Bass (1981)[6]
- Vesper – für gemischten Chor, Gemeinde und Kantor solo (1992)[6]
- Vier liturgische Gesänge – für gemischten Chor, Gemeinde, Orgel und Kantor solo (1992)[6]
- Der Herr ist mein Teil – für gemischten, dreistimmigen Chor (1993)[6]
- Christ ist erstanden – Liedkantate für zwei gemischte Chöre, zwei Trompeten, zwei Posaunen, Orgel und Gemeinde (1993)[6]
- Palmarum 1942 – Ein Lübecker Glockenläuten – für gemischten Chor, Orgel und Solostimmen Sopran, Alt, Tenor und Bass (1993)[6]
- Vier liturgische Gesänge zum Advent – für gemischten Chor, Gemeinde, Flöte, Perkussion, Gitarre, Violine, Violoncello, Elektrische Bassgitarre und Keyboard oder Klavier (1993)[6]
- Herr, dein Wort bleibt ewiglich – für gemischten Chor und Orgelsolo (1994)[6]
- Siehe, der Herr ist auferstanden – für gemischten Chor und Orgelsolo (1994)[6]
- Zehn Orgelsätze für das Orgelbuch zum Liederbuch „David 6“ – für Orgelsolo (1989)[6]
- Die Nacht ist vorgedrungen – Liedkantate für vierstimmigen gemischten Chor, Gemeinde und Orgel (1999)[6]
- Gott, heilger Schöpfer aller Stern – für vierstimmigen Chor a capella (1999)[6]
- Vom Dunkel zum Licht – Kantate nach Kirchenliedern und Texten der Heiligen Schrift für Sprecher, vierstimmigen Frauenchor und Violine (1999)[6]
- Kleinmariazeller Leopoldmesse – für drei- oder vierstimmig gemischter Chor, Kantor, Gemeinde, Bläserquartett und Orgel (2001)[6]
- Introduktion, Toccata und Satz über „Allein Gott in der Höh sei Ehr“ – für sechsstimmigen Chor und Orgelsolo (2002–2005)[6]
- Der Sonnengesang des Heiligen Franziskus – für zwei dreistimmig gemischte Chöre und Bläserquartett (2006)[6]
- Singet wir heut mit einem Mund – Choralbearbeitung für Orgelsolo und Solostimme Sopran (2008)[6]
- Lukas-Passion – für Frauenchor, Kinderchor, gemischten Chor, Sprecher und Orgelsolo (2009)[6]
- Zachäus – Biblisches Singspiel für Kinderchor und Klaviersolo (2010)[6]
- Philippus und der Kämmerer – Biblisches Singspiel für Kinderchor und Klaviersolo (2011)[6]
- Die Speisung der Fünftausend – Biblisches Singspiel für Kinderchor und Klaviersolo (2012)[6]
- Joseph – Wege mit Gott – Biblisches Singspiel für Kinderchor und Klaviersolo (2014)[6]
- Nänie – für Orgelsolo und Solostimme Sopran nach Texten von Johannes Bobrowski (1989)[6]

### Filmmusik
- Ent(d)führung – Musik zu einem Film von Heinzi Brandner (1985)[6]
- Steinzeit – Musik zu einem Film von Heinzi Brandner (1988)[6]

## Bild- und Tonträger
- Kunst der Orgelimprovisation, Karl-Bernhardin Kropf an der Marcussen-Orgel des Doms zu Odense, ifo-Verlag, CD 00061
- Faszination Schnitger-Orgel, Karl-Bernhardin Kropf an der Schnitger-Orgel von Hamburg-Neuenfelde, ifo-Verlag, CD 00088
- Die Arp-Schnitger-Orgel zu Neuenfelde, DVD, Wennerstorfer Filmwerkstatt, NFDV 1.
- Porträt 2009, Karl-Bernhardin Kropf an der Sauer-Orgel der Rostocker Marienkirche, Kantorei St. Marien, MMCD 0109